# 同・級・生!!
『同・級・生!!』は、池山田剛による日本の漫画作品。『Sho-Comi』（小学館）にて、2018年第5号から2020年第11号まで連載されていた。単行本は全10巻。

## 制作
2018年2月5日に発売された『Sho-Comi』5号より連載を開始。連載開始時のタイトルは『同・級・生!! 〜ずっとキミがスキだった〜』であった。池山田にとって初めての王道の少女漫画。また、この連載から作画をフルデジタルに移行している。
2019年12月20日発売の同誌2020年2号では、高橋留美子の『うる星やつら』とコラボレート。同号の表紙にて、ラムの装いをしたイラストが描かれた。
2020年2月、第8巻が発売されたころには、単行本に重版がかかっている。同年5月2日に発売された同誌11号にて、連載が終了。

## あらすじ
上原朱純は、小6の中途半端な時期に転校してきた。人見知りで、緊張しいな性格のため、自己紹介ではっきりと名前をいえず、クラスの男子にからかわれていた。その様子を見た桜士勇飛は、朱純を助けようと、「うえからネズミ」という冗談をいう。それを聞いて泣き出してしまった朱純を助けたのが大路真聖だった。
朱純ははじめ、自分に優しくしてくれる真聖が好きだと思っていたが、だんだんと勇飛のやさしさに気づいていき、二人は両想いになった。
それから幸せな日々が続いたが、勇飛と朱純は高校が離れてしまうことになり、勇飛は朱純と同じ高校に通うことになる真聖に朱純のことを任せることにした。
高1の冬、真聖の熱狂的なファンが、いつも真聖と一緒にいる朱純に嫉妬して階段から突き落とそうとする。しかし、朱純を守ろうとして真聖も階段から転がり落ちた。朱純は無事だったが、真聖はずっと目を覚まさなかった。ある日2人が真聖のお見舞いに来た時、朱純は真聖がやさしい人だから、自分を助けてくれたんだ、と泣いていた。それを聞いた皇子野薫が、真聖はずっと朱純のことが好きだった、真聖は朱純が好きだったから助けたんだ、と伝えた。
皇子野の話を聞いて、これ以上真聖の気持ちを踏みにじるようなことはできないと思い、朱純は勇飛と別れた。しかし、2人ともお互いを忘れることができず、苦しくなるだけだった。
真聖が目を覚まさなくなってから半年、やっと真聖は目を覚ました。自分のせいで2人が別れたということを知った真聖は、また2人が仲良くできるように、「勇飛と朱純のことが大好きだから、2人には幸せでいてほしい」と朱純に伝えた。朱純はなかなか真聖の言うことを受け入れてくれなかったが、最終的に半ば強制的に朱純を勇飛のもとへ行かせた。
真聖の後押しにより、無事2人は結婚することができた。

## 登場人物
上原朱純（うえはら あずみ）
本作のヒロイン。12歳離れた妹がいる。小6の3学期に勇飛たちの学校に転校してきた。勇飛からはネズミと呼ばれる。誕生日は7月31日。
桜士勇飛（おうじ ゆうひ）
本作のヒーローの一人。大路真聖の幼なじみ。最終話で朱純と結婚する。誕生日は9月15日。
大路真聖（おおじ まなと）
本作のヒーローの一人。小さいころから子役として活動している。朱純にずっと片想いしているが、朱純と勇飛のことが大好きだから、と朱純の背中を押し、二人を見守っている。
菊池加奈（きくち かな）
朱純の中学生になってからの親友。入学式の日に朱純が、勇飛と真聖と一緒に遅れてきて、目立っていたという理由で朱純に話しかけた。
木村遥臣（きむら はるおみ）
朱純が転校する前の同級生。朱純のことが好き。朱純が転校する前にメモで呼び出して告白しようと思っていたが、遥臣のことが好きなクラスの女子がそのメモに気づいてぐしゃぐしゃにしてしまったため遥臣の思いは伝わらなかった。中2の時、塾の夏期講習で朱純と再会する。
上原美々（うえはら みみ）
朱純の妹。
皇子野薫（みこの かおる）

## 制作背景
前作まで「非日常」な作品を描いてきた池山田であったが、本作は「今まで描いてこなかった王道的な描写を描いていこう」と考えて制作されている。そのため、池山田は「非日常ではなく、日常で起こり得る範囲での話」を描いている。
池山田のデビュー時の担当編集者が、『ちゃお』や『ベツコミ』での配属を経て、再び池山田の担当となった。他誌で「日常の中のときめきを大事にする作品」の担当を経験した編集者により、アドバイスを受けながら制作されている。

## 書誌情報
- 池山田剛『同・級・生!!』小学館〈Sho-Comiフラワーコミックス〉、全10巻
  1. 2018年7月26日発売[6][1]、ISBN 978-4-09-870209-1
  2. 2018年8月24日発売[6]、ISBN 978-4-09-870214-5
  3. 2018年12月26日発売[6]、ISBN 978-4-09-870214-5
  4. 2019年3月26日発売[6]、ISBN 978-4-09-870300-5
  5. 2019年7月26日発売[6]、ISBN 978-4-09-870384-5
  6. 2019年9月26日発売[6]、ISBN 978-4-09-870575-7
  7. 2019年12月26日発売[6]、ISBN 978-4-09-870614-3
  8. 2020年2月26日発売[6]、ISBN 978-4-09-870719-5
  9. 2020年5月26日発売[6]、ISBN 978-4-09-871045-4
  10. 2020年7月27日発売[6]、ISBN 978-4-09-871127-7